# ACS Foresta Suceava
ACS Foresta Suceava war ein rumänischer Fußballverein aus Suceava. Seine Heimspiele war Stadionul Areni neben dem Rathaus austrägt, das für 12.500 Zuschauer Platz bietet.

## Geschichte
Der Verein wurde 1946 als Asociația Sportivă CFR Ițcani gegründet, trug aber auch den Namen Locomotiva Ițcani.
Bis 2008 spielte der Verein nur in der Kreisliga Suceava, mit Ausnahme der Fusionszeit mit Cetatea Suceava (1946–1947).
Ende der Saison 2007/08 wurde der Verein als Rapid CFR Suceava Meister der Kreisliga Suceava und traf im Aufstiegsspiel für die Liga III auf den Meister der Kreisliga Mureș, ACS Miercurea Nirajului. Nach einem 2:1-Sieg gelang der Aufstieg in die Liga III.
Am Ende der Saison 2011/12 wurde Rapid CFR Meister der Liga III und schaffte damit den Aufstieg in die Liga II.

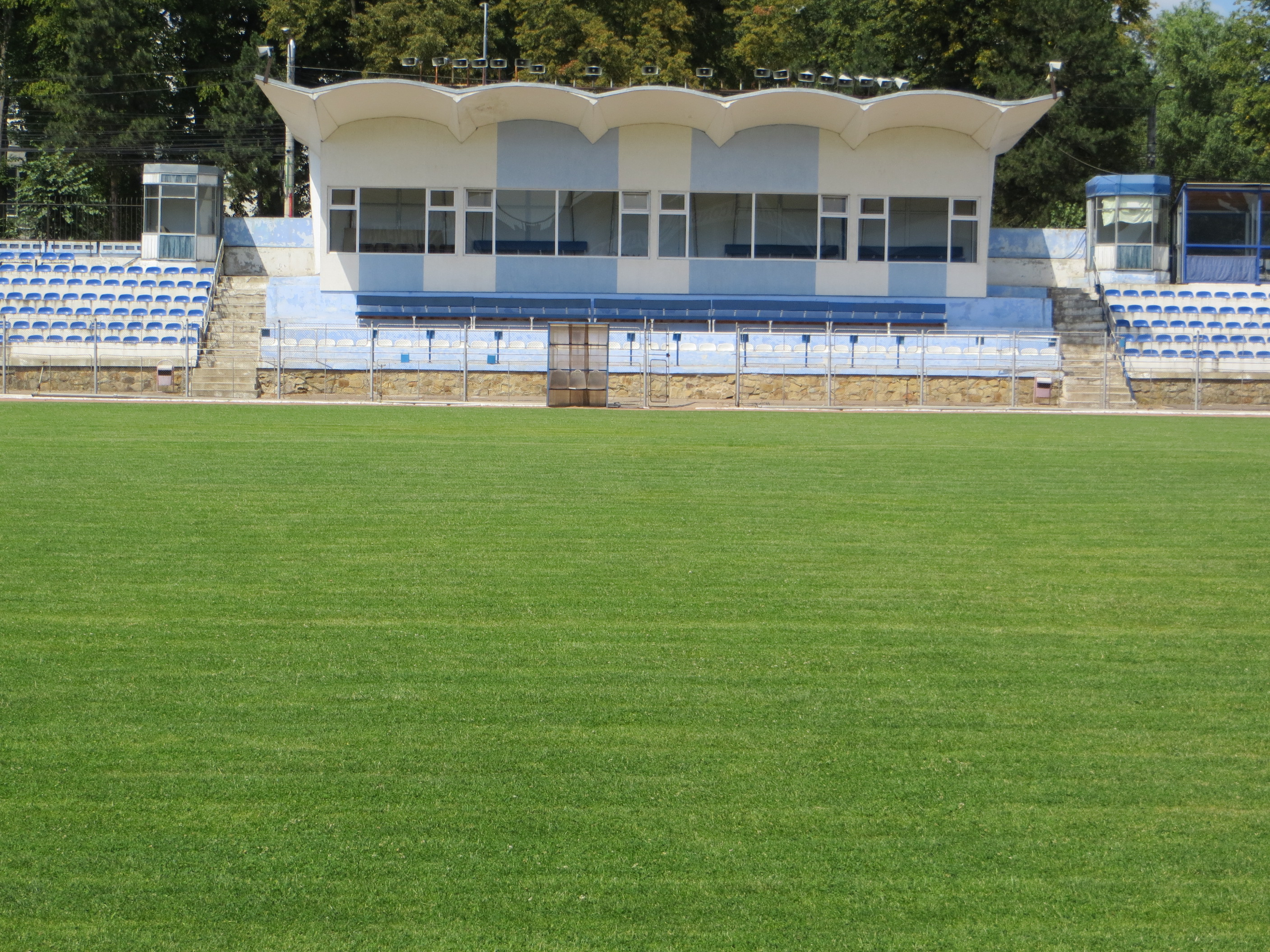
Stadionul Areni

2016 wurde der Verein in ACS Foresta Suceava umbenannt.

## Erfolge
Liga 3
- Meister (1): 2011/12

Liga 4
- Meister (1): 2007/08

Cupa României
- Achtelfinale: 2014/15